# Успение Богородично (Радигоже)
Вижте пояснителната страница за други значения на Успение Богородично.
„Успение Богородично“ (на гръцки: Ναός της Κοιμήσεως της Θεοτόκου) е православна църква, разположена в костурското село Радигоже (Агия Ана), Егейска Македония, Гърция. Църквата е енорийски храм на Нестрамското архиерейско наместничество на Костурската епархия.

## Местоположение
Църквата е разположена на източния вход на селото, близо до северния бряг на Стенската река.

## История
В храма е открита антична надгробна стела.